# St. Laurentius (Gressenich)

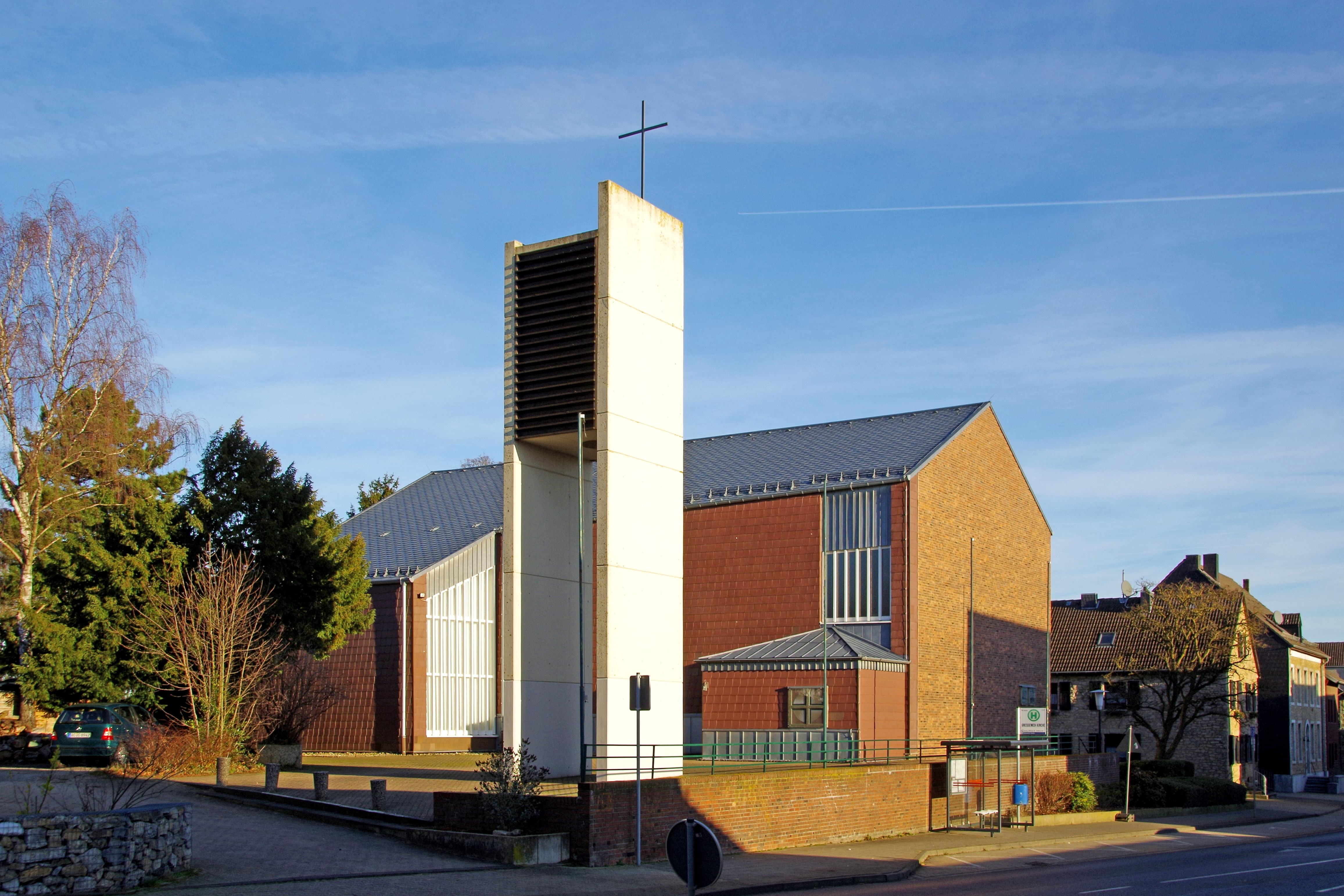
St. Laurentius (Gressenich)

St. Laurentius ist die römisch-katholische Pfarrkirche des Stolberger Stadtteils Gressenich in der Städteregion Aachen in Nordrhein-Westfalen.
Die Kirche ist dem hl. Märtyrer Laurentius gewidmet.

## Lage
Das Kirchengebäude befindet sich am westlichen Ortsrand von Gressenich an der Römerstraße (L 12). Hinter der Kirche befindet sich der Friedhof und an der Ostseite das Pfarrhaus und das Pfarrheim.

## Geschichte
Die Kirche von Gressenich wurde erstmals im Liber valoris aus dem Jahr 1308 erwähnt. Gressenich war bereits zu dieser Zeit eigenständige Pfarrei im damaligen Dekanat Jülich im Erzbistum Köln. Das Kollationsrecht besaßen bis zum 16. Jahrhundert die Kölner Dompröpste und ging dann an die Äbte der Reichsabtei Kornelimünster über. Diese besaßen das Recht bis zur Auflösung der Abtei 1802. 
Seit jeher gehörten auch die Orte Mausbach, Werth und Krewinkel zum Pfarrbezirk. Durch die Pfarrumschreibungen während der Franzosenzeit wurde Gressenich dem neu gegründeten Bistum Aachen zugeteilt und alle drei Filialorte von Gressenich abgetrennt. Mausbach wurde Filiale der Pfarre Vicht und Werth wurde Filialkirche von Nothberg. 1825 wurde das Bistum Aachen schon wieder aufgelöst und Gressenich kam wieder an das Erzbistum Köln. Zwei Jahre später, 1827, wurde Werth wieder der Pfarre Gressenich zugeteilt und erhielt 1916 den Status eines Rektorats mit eigener Vermögensverwaltung. Seit 1930 gehört die Pfarre zum wiedergegründeten Bistum Aachen. Am 1. Januar 1953 wurde Werth zur eigenständigen Pfarrei erhoben und komplett von der Mutterpfarre Gressenich abgetrennt.

## Baugeschichte
Über die frühe Baugeschichte ist nahezu nichts bekannt. Die 1308 erwähnte Pfarrkirche wurde im 15. Jahrhundert durch eine dreischiffige Hallenkirche in Formen der Gotik ersetzt. Bedingt durch die Schäden der Erdbeben von 1755 und 1756 stürzte der Glockenturm um 1800 ein. 1806 wurde schließlich ein neuer Turm errichtet und zugleich das Kirchenschiff um ein Joch verlängert. 
Im Zweiten Weltkrieg wurde die gotische Pfarrkirche im Kriegsjahr 1944 vollständig zerstört. Nach dem Krieg wurde zwischen 1948 und 1951 zunächst eine Notkirche erbaut, die bis 1962 in Benutzung war und seit 1980 als Pfarrheim genutzt wird. 1960 konnte mit dem Bau der heutigen Pfarrkirche begonnen werden. Die Pläne dazu fertigte der Mönchengladbacher Architekt Willi Decker an. Am 5. Mai 1961 erfolgte die Grundsteinlegung und 1962 war die neue Kirche vollendet, sodass am 16. Dezember 1962 die erste Heilige Messe in der neuen Pfarrkirche gelesen werden konnte. Die feierliche Kirchweihe fand am 22. August 1965 statt. Der Glockenturm wurde erst 1978 erbaut.

## Baubeschreibung
St. Laurentius ist ein Saalbau aus Backsteinen in Formen der Moderne. Das Kirchenschiff erweitert sich zum Altarraum im Norden hin. Der Turm ist freistehend. Im Innenraum stehen den Gläubigen 300 Sitzplätze zur Verfügung.

## Ausstattung
Nur ein wertvoller Schreinaltar mit bemalten Flügeln und das Altarkreuz, beide 15. Jahrhundert, konnten durch Auslagerung den Zerstörungen des letzten Krieges entgehen und sind die beiden ältesten Ausstattungsstücke der Pfarrkirche. Der Zelebrationsaltar wurde nach einem Entwurf von Willi Decker 1962 ausgeführt. Das Tabernakel und die Altarleuchter sowie ein Kreuz sind Werke des Kohlscheider Künstlers Peter Bücken aus 1963. Die Apostelleuchter und die Kreuzwegstationen schuf der Kölner Künstler Egino Weinert 1988 und 1991.

## Glocken
Im Turm von St. Laurentius befindet sich ein vierstimmiges Geläut aus Bronze-Glocken. Die kleinste Glocke ist zugleich die älteste Glocke der gesamten Stadt Stolberg und stammt aus dem 13. Jahrhundert. Die größte und zweitälteste Glocke ist die Laurentiusglocke aus dem Jahr 1493. Beide Glocken überstanden den Krieg, da sie zunächst zwar für Rüstungszwecke abgegeben werden mussten, aber nicht mehr eingeschmolzen wurden und somit zurück nach Gressenich kamen. Die beiden mittleren Glocken wurden 1978 von der Firma Petit & Gebr. Edelbrock in Gescher gegossen.
| Nr. | Name       | Durchmesser (mm) | Masse (kg, ca.) | Schlagton (HT-1/16) | Gießer                                             | Gussjahr |
| 1   | Laurentius | –                | –               | gis'                | Gregor van Trier, Aachen                           | 1493     |
| 2   | –          | –                | –               | h'                  | Hans Hüesker, Fa. Petit & Gebr. Edelbrock, Gescher | 1978     |
| 3   | –          | –                | –               | cis"                | Hans Hüesker, Fa. Petit & Gebr. Edelbrock, Gescher | 1978     |
| 4   | –          | –                | –               | gis"                | Unbekannt                                          | 13. Jh.  |

## Pfarrer
Folgende Pfarrer wirkten bislang an St. Laurentius als Seelsorger:
| von – bis | Name                        |
| --------- | --------------------------- |
| –1447     | Petrus Meen                 |
| 1632–1643 | Johann Fabri                |
| 1643–1648 | Arnold Marsmann             |
| 1648–1657 | Thomas Franken              |
| 1659–1705 | Hubert Frings               |
| 1705–1710 | Gerhard Lueckenrath         |
| 1710–1724 | Johann Wilhelm Roesseler    |
| 1724–1750 | Pater Johann Jakob Kloubert |
| 1750–1772 | Matthias Morschel           |
| 1772–1780 | Pfr. Nyssen                 |

| von – bis | Name                   |
| --------- | ---------------------- |
| 1780–1790 | Pfr. Klubert           |
| 1790–1826 | Richard Hahn           |
| 1826–1836 | Johann Matthias Lersch |
| 1836–1874 | Peter Wilhelm Esser    |
| 1874–1908 | Unbekannt              |
| 1908–1947 | Josef Willms           |
| 1947–1955 | Nikolaus Berks         |
| 1955–1975 | Josef Hohn             |
| 1975–1995 | Wilhelm Meuffels       |
| 1995–2025 | Norbert Bolz           |